# Crotonia tuberculata
Crotonia tuberculata är en kvalsterart som beskrevs av Malcolm Luxton 1982. Crotonia tuberculata ingår i släktet Crotonia och familjen Crotoniidae. Inga underarter finns listade i Catalogue of Life.